# Lantasan Baru
Lantasan Baru is een bestuurslaag in het regentschap Deli Serdang van de provincie Noord-Sumatra, Indonesië. Lantasan Baru telt 2108 inwoners (volkstelling 2010).